# Elisabeth Kraus
Elisabeth Kraus (* 21. Mai 1956 in Vilshofen) ist eine deutsche Historikerin.

## Leben
Elisabeth Kraus wurde nach einem Studium der Geschichtswissenschaft und Philosophie 1998 an der Universität Frankfurt am Main mit einer Untersuchung über den alliierten Kontrollrat promoviert. Sie wurde 1997/98 mit einer Arbeit über die Familie Mosse an der Universität München habilitiert und lehrte dort als außerplanmäßige Professorin.
Ihre Forschungsschwerpunkte sind die Deutschlandpolitik der Besatzungsmächte, interalliierte und internationale Beziehungen in der Nachkriegszeit 1945–1955, die Arbeiterbewegung in Deutschland 1918–1956, die deutsch-jüdische Geschichte im 19. und 20. Jahrhundert, die private Wohltätigkeit/Philanthropie in Deutschland, Europa und den USA in der Neuzeit, die Universitäts- und Wissenschaftsgeschichte in Deutschland im 19. und 20. Jahrhundert sowie die Sportgeschichte in Deutschland im 19. und 20. Jahrhundert.

## Schriften (Auswahl)
- Ministerien für das ganze Deutschland? Der alliierte Kontrollrat und die Frage gesamtdeutscher Zentralverwaltungen (= Studien zur Zeitgeschichte, Band 37). Oldenbourg, München 1990, ISBN 3-486-55661-4.
- Die Familie Mosse. Deutsch-jüdisches Bürgertum im 19. und 20. Jahrhundert, Beck, München 1999, ISBN 3-406-44694-9.
- (Bearb.): George L. Mosse: „Aus großem Hause.“ Erinnerungen eines deutsch-jüdischen Historikers, Ullstein, Berlin 2003, ISBN 3-550-07583-9.
- (Hrsg.): Die Universität München im Dritten Reich. Aufsätze. Teil I (= Beiträge zur Geschichte der Ludwig-Maximilians-Universität München. Bd. 1). Utz, München 2006, ISBN 3-8316-0639-0.
- (Hrsg.): Die Universität München im Dritten Reich. Ausgewählte Aspekte. Teil II (= Beiträge zur Geschichte der Ludwig-Maximilians-Universität München. Bd. 4). Utz, München 2008, ISBN 978-3-8316-0726-6.
- (Mit-Hrsg.): Gesichter der Zeitgeschichte. Deutsche Lebensläufe im 20. Jahrhundert, Oldenbourg, München 2009, ISBN 978-3-486-58991-7.
- Repräsentation – Renommee – Rekrutierung. Mäzenatentum für das Deutsche Museum, Deutsches Museum, München 2013 (online).